# Lilltjärnarna (Sorsele socken, Lappland, 727683-160523)
Lilltjärnarna är en sjö i Sorsele kommun i Lappland och ingår i Umeälvens huvudavrinningsområde. Lilltjärnarna ligger i Lässejaure Natura 2000-område. Sjöns area är 0,041 kvadratkilometer och den befinner sig 421 meter över havet.